# Saint-Didier-de-Bizonnes
Saint-Didier-de-Bizonnes és un municipi francès situat al departament de la Isèra i a la regió d'Alvèrnia-Roine-Alps. L'any 2007 tenia 241 habitants.

## Demografia

### Població
El 2007 la població de fet de Saint-Didier-de-Bizonnes era de 241 persones. Hi havia 98 famílies de les quals 24 eren unipersonals (8 homes vivint sols i 16 dones vivint soles), 25 parelles sense fills, 37 parelles amb fills i 12 famílies monoparentals amb fills.
La població ha evolucionat segons el següent gràfic:
Habitants censats

### Habitatges
El 2007 hi havia 118 habitatges, 97 eren l'habitatge principal de la família, 14 eren segones residències i 6 estaven desocupats. 115 eren cases i 3 eren apartaments. Dels 97 habitatges principals, 73 estaven ocupats pels seus propietaris i 25 estaven llogats i ocupats pels llogaters; 1 tenia dues cambres, 8 en tenien tres, 46 en tenien quatre i 42 en tenien cinc o més. 82 habitatges disposaven pel capbaix d'una plaça de pàrquing. A 37 habitatges hi havia un automòbil i a 51 n'hi havia dos o més.

### Piràmide de població
La piràmide de població per edats i sexe el 2009 era:
| Homes | Edats   | Dones |
| ----- | ------- | ----- |
| 0     | 95 o +  | 0     |
| 0     | 90 a 94 | 4     |
| 0     | 85 a 89 | 4     |
| 0     | 80 a 84 | 4     |
| 4     | 75 a 79 | 4     |
| 8     | 70 a 74 | 8     |
| 0     | 65 a 69 | 4     |
| 8     | 60 a 64 | 4     |
| 8     | 55 a 59 | 8     |
| 24    | 50 a 54 | 8     |
| 0     | 45 a 49 | 12    |
| 8     | 40 a 44 | 4     |
| 4     | 35 a 39 | 8     |
| 8     | 30 a 34 | 0     |
| 20    | 25 a 29 | 4     |
| 4     | 20 a 24 | 0     |
| 8     | 15 a 19 | 0     |
| 12    | 10 a 14 | 0     |
| 0     | 5 a 9   | 0     |
| 4     | 0 a 4   | 8     |

## Economia
El 2007 la població en edat de treballar era de 153 persones, 106 eren actives i 47 eren inactives. De les 106 persones actives 97 estaven ocupades (56 homes i 41 dones) i 9 estaven aturades (5 homes i 4 dones). De les 47 persones inactives 16 estaven jubilades, 12 estaven estudiant i 19 estaven classificades com a «altres inactius».

### Ingressos
El 2009 a Saint-Didier-de-Bizonnes hi havia 109 unitats fiscals que integraven 282,5 persones, la mediana anual d'ingressos fiscals per persona era de 17.100 €.

### Activitats econòmiques
Dels 7 establiments que hi havia el 2007, 2 eren d'empreses de construcció, 4 d'empreses de comerç i reparació d'automòbils i 1 d'una empresa de serveis.
L'únic servei als particulars que hi havia el 2009 era una fusteria.
Dels 2 establiments comercials que hi havia el 2009, 1 era una botiga de material esportiu i 1 una floristeria.
L'any 2000 a Saint-Didier-de-Bizonnes hi havia 11 explotacions agrícoles que ocupaven un total de 148 hectàrees.

## Equipaments sanitaris i escolars
El 2009 hi havia una escola elemental.

## Poblacions més properes
El següent diagrama mostra les poblacions més properes.